# Морфеус
Морфеуc (англ. Morpheus — букв. «Морфей») — персонаж фильма «Матрица», исполняемый актёрами Лоренсом Фишберном и Яхья Абдул-Матином II. В русской версии его озвучил Владимир Вихров. Его имя связано с имеющейся у него властью над снами.
Имя «Морфеус» отсылает к древнегреческому обозначению бога сновидений Морфея. Морфеус владеет шкатулкой с двумя пилюлями: красной (пробуждающей от иллюзорного сна в Матрице, а если быть точнее, то позволяющей Морфеусу отслеживать местоположение принявшего в реальном мире) и синей (стирающей память о последних нескольких часах и встрече с ним).
Морфеус — капитан корабля «Навуходоносор», который на стороне Зиона сражается против машин. В Матрице он — опасный террорист, разыскиваемый агентами. Морфеус фанатично верит в то, что людей спасет Избранный, которого он ищет в Матрице и находит в лице Нео. В прошлом Морфеуса связывали романтические отношения с Ниобе — капитаном другого корабля. В первой части Матрицы Морфеус из-за предательства Сайфера попадает в плен к агентам, но освобождается пришедшими на помощь Нео и Тринити.

## Красная или синяя таблетка?
Предлагаемый им выбор является, по сути, выбором между спокойной жизнью, и смертью во благо общей цели.
По сути Морфеус предлагает выбор, но этот выбор предопределён, при том, что он оставляет свободу воли для Нео. Одновременное наличие предопределённости и свободы выбора возможно согласно такой идее, как компатибилизм, по которой для свободы воли важно не наличие реального выбора, а иллюзия выбора.

## Другие появления
- Морфеус появляется в мультсериале «Южный Парк», а именно в эпизодах «Воображляндия, эпизод II», «Воображляндия, эпизод III» и «Ассбургеры».